# AVN Award for Best All-Girl Sex Scene
L'AVN Award for Best All-Girl Sex Scene è un premio pornografico assegnato alle attrici impegnate in una scena omosessuale votata come migliore dalla AVN, l'ente che assegna gli AVN Awards, riconosciuti come i migliori premi del settore (paragonabile al Premio Oscar).
Come per gli altri premi, viene assegnato nel corso di una cerimonia che si svolge a Las Vegas, solitamente nel mese di gennaio, dal 1990.

## Vincitrici

### Anni 1990
| Anno       | Vincitrici                        | Vincitrici                  | Titolo                                                    | Titolo                     |
| ---------- | --------------------------------- | --------------------------- | --------------------------------------------------------- | -------------------------- |
| 1990       | Barbara Dare April West           | Barbara Dare April West     | True Love                                                 | True Love                  |
| 1991       | Victoria Paris Sabrina Dawn       | Victoria Paris Sabrina Dawn | The New Barbarians                                        | The New Barbarians         |
| 1992       | Misty McCaine Carrie Jones        | Misty McCaine Carrie Jones  | American Buttman in London                                | American Buttman in London |
| 1993       | Ashlyn Gere Deidre Holland        | Ashlyn Gere Deidre Holland  | Chameleons                                                | Chameleons                 |
| Anno       |                                   |                             |                                                           |                            |
| Vincitrici |                                   |                             |                                                           |                            |
| Film       | Titolo                            | Video                       | Titolo                                                    |                            |
| 1994       | Janine Lindemulder Julia Ann      | Hidden Obsessions           | The Flashlight Orgy                                       | Buttslammers 2             |
| 1995       | Celeste Debi Diamond Misty Rain   | The Dinner Party            | Felecia Bionca Debi Diamond                               | Buttslammers 4             |
| 1996       | Felecia Jenteal Misty Rain        | Fantasy Chamber             | Traci Allen Careena Collins Felecia Jill Kelly Misty Rain | Takin' It to the Limit 6   |
| 1997       | Melissa Hill Jill Kelly           | Dreams of Desire            | Missy Misty Rain Caressa Savage                           | Buttslammers the 13th      |
| 1998       | Missy Jenna Jameson               | Satyr                       | Jeanna Fine P.J. Sparxx Tricia Devereaux                  | Cellar Dwellers 2          |
| 1999       | Laura Palmer Ruby Charlie Claudia | White Angel                 | Caressa Savage Roxanne Hall Charlie                       | Buttslammers 16            |

### Anni 2000
| Anno |                                                                                       |                                                                                       |                                                                                              |                                   |
| Anno | Vincitrici                                                                            | Vincitrici                                                                            | Vincitrici                                                                                   | Vincitrici                        |
| Anno | Film                                                                                  | Titolo                                                                                | Video                                                                                        | Titolo                            |
| ---- | ------------------------------------------------------------------------------------- | ------------------------------------------------------------------------------------- | -------------------------------------------------------------------------------------------- | --------------------------------- |
| 2000 | Janine Lindemulder Julia Ann                                                          | Seven Deadly Sins                                                                     | Alisha Klass Chloe                                                                           | Tampa Tushy Fest                  |
| 2001 | Ava Vincent Syren                                                                     | Les Vampyres                                                                          | Sydnee Steele Jewel De'Nyle                                                                  | Dark Angels                       |
| 2002 | Jail Cell Group                                                                       | Bad Wives 2                                                                           | Elegant Angel Chloe Taylor St. Clair Sindee Coxx Felecia                                     | Where The Girls Sweat 5           |
| 2003 | Belladonna Taylor St. Clair                                                           | The Fashionistas                                                                      | Autumn Nikita Denise Jenna Jameson                                                           | I Dream of Jenna                  |
| 2004 | Dru Berrymore Teanna Kai                                                              | Snakeskin                                                                             | Jessica Darlin Brandi Lyons Lana Moore Hollie Stevens Flick Shagwell Ashley Blue Crystal Ray | The Violation of Jessica Darlin   |
| 2005 | Jenna Jameson Savanna Samson                                                          | The Masseuse 5                                                                        | Audrey Hollander Gia Paloma Ashley Blue Tyla Wynn Brodi Kline Kelly Kline                    | The Violation of Audrey Hollander |
| 2006 | Jenna Jameson Savanna Samson                                                          | The New Devil in Miss Jones                                                           | Janine Lindemulder Jesse Jane                                                                | Pirates                           |
| 2007 | Clara G Felecia Jessica Drake Katsumi                                                 | FUCK                                                                                  | Jana Cova Jesse Jane Sophia Santi Teegan Presley                                             | Island Fever 4                    |
| 2008 | Faith Leon Monique Alexander Stefani Morgan                                           | Sex & Violins                                                                         | Alektra Blue Angie Savage Lexxi Tyler Sammie Rhodes Sophia Santi                             | Babysitters                       |
| Anno | Vincitrice                                                                            | Vincitrice                                                                            | Titolo                                                                                       | Titolo                            |
| 2009 | Brianna Love Priya Rai Sophia Santi Lexxi Tyler Memphis Monroe Shay Jordan Adrenalynn | Brianna Love Priya Rai Sophia Santi Lexxi Tyler Memphis Monroe Shay Jordan Adrenalynn | Cheerleaders                                                                                 | Cheerleaders                      |

### Anni 2010
| Anno | Vincitrici                                                | Titolo                      |
| ---- | --------------------------------------------------------- | --------------------------- |
| 2010 | Tori Black Lexi Belle                                     | Field Of Schemes 5          |
| 2011 | Jesse Jane Riley Steele Kayden Kross Raven Alexis Katsuni | Body Heat                   |
| 2012 | Missy Martinez Zoey Holloway Diamond Foxxx Brooklyn Lee   | Cherry 2                    |
| 2013 | Brooklyn Lee Ruth Medina Samantha Bentley                 | Brooklyn Lee: Nymphomaniac  |
| 2014 | Gracie Glam Mia Malkova Raven Rockette                    | Meow! 3                     |
| 2015 | Anikka Albrite Dani Daniels Karlie Montana                | Anikka 2                    |
| 2016 | Angela White Alexis Texas Anikka Albrite                  | Angela 2                    |
| 2017 | Serena Blair Celeste Star Alix Lynx                       | AI: Artificial Intelligence |
| 2018 | Melissa Moore Elsa Jean Adria Rae                         | Best New Starlets 2017      |
| 2019 | Ivy Wolfe Eliza Jane Jenna Sativa                         | A Flapper Girl Story        |

### Anni 2020
| Anno | Vincitrici                                         | Titolo                              |
| ---- | -------------------------------------------------- | ----------------------------------- |
| 2020 | Riley Reid Angela White Katrina Jade               | I Am Riley                          |
| 2021 | Emily Willis Riley Reid Kristen Scott              | Paranormal                          |
| 2022 | Gina Valentina Emily Willis Gia Derza Autumn Falls | We Live Together Season 1 Episode 4 |
| 2023 | Gianna Dior Jill Kassidy Natalia Nix               | Close Up                            |
| 2024 | Blake Blossom Vanessa Sky Aidra Fox                | Lesbian Threesome Scene 3           |
| 2025 | Lexi Lore Hazel Moore Melody Marks Little Dragon   | Just Friends                        |